# Neophyllis
Neophyllis är ett släkte av lavar. Neophyllis ingår i familjen Sphaerophoraceae, ordningen Lecanorales, klassen Lecanoromycetes, divisionen sporsäcksvampar och riket svampar.
| Neophyllis | \| \| Neophyllis melacarpa \| \| \| \| \| \| Neophyllis pachyphylla \| \| \| \| |
|            | \| \| Neophyllis melacarpa \| \| \| \| \| \| Neophyllis pachyphylla \| \| \| \| |
|            | Bunodophoron                                                                    |
|            |                                                                                 |
|            | Sphaerophorus                                                                   |
|            |                                                                                 |
|            | Neophyllis melacarpa                                                            |
|            |                                                                                 |
|            | Neophyllis pachyphylla                                                          |
|            |                                                                                 |

|  | Neophyllis melacarpa   |
|  |                        |
|  | Neophyllis pachyphylla |
|  |                        |